# Мёкернбрюкке (станция метро, линия U7)
«Мёкернбрюкке» (нем. Möckernbrücke) — станция Берлинского метрополитена. Расположена на линии U7 между станциями «Мерингдамм» (нем. Mehringdamm) и «Йоркштрассе» (нем. Yorckstraße). Станция находится в берлинском районе Кройцберг, расположена на берегу Ландвер-канала и имеет пересадку на одноимённую станцию линии U1.

## История
Станция открыта 28 февраля 1966 года. До возведения Берлинской стены южная часть линии С после станции Мёкернбрюкке имела вилку. Поскольку часть линий метро и линии городской электрички оказались в восточном Берлине, пассажирские потоки перераспределились и нагрузка на северный участок линии С и её пересадочные станции существенно возросла. Причиной этого стало, главным образом, политизированное отношение жителей Западного Берлина к транспортным сетям в собственности ГДР. Таким образом, нынешняя линия U7 нуждалась в новой конечной станции.

## Архитектура и оформление
Двухпролётная колонная станция мелкого заложения. Архитектор — Райнер Г. Рюммлер. Путевые стены отделаны оранжево-красными прямоугольными кафельными плитками. Ряд колонн на платформе отделан белой кафельной плиткой аналогичной формой. Отделка станции практически полностью повторяется на соседней станции «Йоркштрассе».